# رالف رووي
رالف رووي (بالإنجليزية: Ralph Rowe)‏ هو لاعب كرة قاعدة أمريكي، ولد في 14 يوليو 1924، وتوفي في 29 فبراير 1996.